# Laugia groenlandica
Laugia groenlandica — риби, які жили в епоху раннього тріасу в Ґренландії. У роді Laugia наразі знайдено один вид. Поряд з ранньотріасовими Belemnocerca і пізньоюрськими Coccoderma, він утворює родину Laugiidae.
Його можна відрізнити від інших Laugiidae за меншою кількістю променів хвостового плавця: 17–18 у верхній частці та 13–14 у нижній частці, порівняно з 21–22 у верхній частці для двох інших родів.